# Novechiniscus armadilloides
Novechiniscus armadilloides är en djurart som tillhör fylumet trögkrypare, och som först beskrevs av Schuster 1975.  Novechiniscus armadilloides ingår i släktet Novechiniscus och familjen Echiniscidae. Inga underarter finns listade i Catalogue of Life.